# Сеск Фабрегас
Франсеск (Сеск) Фа̀брегас и Солер (на испански: Francesc „Cesc“ Fàbregas i Soler) е бивш испански футболист, играл като централен полузащитник. Има 110 мача и 15 гола за испанския национален отбор.
Фабрегас е юноша на Барселона, но през септември 2003 г. подписва с Арсенал на възраст от 16 години. През сезон 2004 – 2005 г. той получава титулярно място в първия отбор на Арсенал, недопуснал нито една загуба в Премиършип през предходния сезон. По време на престоя си при „артилеристите“ Сеск става известен като един от най-талантливите централни полузащитници в света, превръща се в любимец на феновете и капитан на отбора. През 2011 г. се завръща в родния си тим – Барселона. Дебютира за националния отбор на Испания през 2006 г. и оттогава е изиграл 110 мача и има 15 вкарани гола като национал. Играл е на Световното първенство през 2006 г., печелил е Европейското първенство през 2008 г., Световното първенство през 2010 г. и Европейското първенство през 2012 г..

## Клубна кариера

### Арсенал
Фабрегас започва своята кариера в юношеския тим на Барселона, на позицията дефанзивен полузащитник. Понякога обаче вкарва значително много голове. Въпреки това той не успява да изиграе нито една среща в първия тим на Барселона. Притеснен, че ще има ограничени възможности в тима на Барса, на 11 септември 2003 г. Фабрегас подписва с лондонския Арсенал. Първоначално среща проблеми в тима поради това, че не знае езика, но скоро след присъединяването на испаноговорещия Филип Сендерос, който му помага с езика, той успява да научи английски. Като 16-годишен Фабрегас започва в състава на Арсенал до звезди като Патрик Виейра и Жилберто Силва, но се концентрира върху обучението си и изучаването на английския език. На 23 октомври 2003 г. прави своя дебют за Арсенал в среща с Родъръм за Карлинг Къп. По този начин става най-младият играч, дебютирал за отбора – на 16 години и 177 дни. В по-късен етап от състезанието Фабрегас става най-младият играч, вкарал гол за Арсенал – 16 години и 212 дни.
Въпреки спечелването на титлата от Арсенал през сезон 2003 – 2004, Фабрегас не взима медал, защото не изиграва нито един мач в лигата. Неговият първи мач за сезон 2004 – 2005 е срещу Манчестър Юнайтед в мач за суперкупата. След контузия на Виейра Фабрегас изиграва 4 последователни срещи в Лигата. В мач срещу Блекбърн, завършил 3:0 в полза на Арсенал, Фабрегас става най-младият играч, отбелязал гол в Лигата. А след контузия и на Жилберто Силва Фабрегас получава още повече възможност за изява и то във всички състезания. В мач от Шампионската лига срещу Русенборг, завършил 5:1 в полза на Арсенал, Фабрегас става вторият най-млад играч, отбелязвал гол. Приключва сезона с първото си отличие с Арсенал – спечелването на ФА Къп срещу Манчестър Юнайтед с дузпи.
След преминаването на Виейра в Ювентус, Фабрегас получава титулярен пост заедно с Жилберто Силва в средата на терена. През сезон 2005 – 2006 г. има изиграни 49 мача във всички турнири. Въпреки възрастта си, добрите му изяви го правят неизменна част от титулярния състав на Арсенал. Оставя много добри впечатления в срещите от Шампионската лига срещу Реал Мадрид и Ювентус. Срещу последния отбелязва гол и асистира на Тиери Анри, показвайки, че е много добър заместник на Виейра в състава. След което играе финал в турнира срещу бившия си клуб Барселона, но Арсенал губи с 2:1. През лятото на 2006 г. се спекулираше с негов трансфер в Реал Мадрид, въпреки дългосрочния му договор с Арсенал, но мениджърът на отбора – Арсен Венгер заявява, че футболистът не се продава. През септември 2006 г. Арсенал предлага нов дългосрочен договор на Фабрегас, който на 19 октомври същата година бива подписан за 5 години, с възможност за удължаване с още 3 години. Сезон 2006 – 2007 г. бе обучение за младия състав на Арсенал, както и за Фабрегас. Клубът не успя да спечели нито един турнир, като губи във финала за Карлинг Къп от градския си съперник Челси. Въпреки това Фабрегас се очертава като един от най-важните играчи в състава и играе във всеки мач от лигата. В лигата има 13 асистенции и е на второ място по този показател. Приключва сезона с няколко индивидуални награди, включително и Златното Момче, присъдена от италианското списание Тутто Спорт. Попада в състава на УЕФА за 2006 г. отбор на годината и играч на месец януари в английското първенство. През юни 2007 г. той е обявен за играч на сезона в Арсенал, избран с 60% от гласовете.
През сезон 2008 – 2009 г. Фабрегас поема капитанската лента от Уилям Галас.

### Барселона
През лятото на 2011 г. след дълги трансферни преговори Фабрегас се завръща в отбора, в който е играл като юноша – Барселона. При каталунците Сеск често играе като нападател, изтеглен по фланговете или атакуващ халф и реализира множество асистенции и голове. След първите си два сезона в Барса, Сеск е спечелил всички турнири на клубно ниво, с изключение на Шампионската лига. През летния трансферен прозорец Фабрегас е трансфериран във Футболен Клуб Челси на стойност 33 милиона евро и подписан договор за 5 години.

## Международна кариера

### Юношески тим
Въпреки че има доста изиграни мачове с националната фланелка, Фабрегас започва в младежките нива. През лятото на 2003, Сеск играе за националния отбор на Испания до 17 години на Световното първенство във Финландия. На турнира той печели Златната топка за най-добър играч и Златната обувка за голмайстор на турнира. Испания завършва на второ място. Сеск вкарва 5 гола, включително и „Златен Гол“ в 117 минута срещу Аржентина, за да класира Испания на финала, където иберийците доминират над Бразилия, но южноамериканците накрая побеждават с 1:0. Участва и през 2004 г. на европейското първенство до 17 години, но отново тимът му остава на второ място. За отбора на Испания до 16 години, той има 8 мача и 1 гол, за юноши до 17 години има 14 мача и 7 гола, за формацията до 20 години има 5 мача без гол и за тима до 21 години има 11 мача и 2 гола.

### Старши тим
След като става неизменен титуляр в състава на Арсенал още във втория сезон с отбора, той мигновено става и част от националния отбор на Испания. Постиженията му с екипа на Арсенал през 2006 г. в Шампионска лига, кара треньора на Испания Луис Арагонес да го привика в приятелска среща с Кот Д’Ивоар. Той получава похвали от треньора, а и спомага за първия гол в срещата, завършила 3:2 за испанците. На 15 май 2006 г. Фабрегас е избран за част от отбора на Испания за световното първенство. Влиза като смяна в първите два мача, а и подава на Фернандо Торес за победното 3:1 над Тунис. Играе като титуляр в третия мач срещу отбора на Саудитска Арабия. Получава титулярно място и в мача с Франция от фазата на директните елиминации, но Испания губи с 3:1.
Фабрегас става най-младият участник на световно първенство с екипа на Испания, като е на 19 години и 41 дни. На Европейското първенство през 2008 г. Фабрегас получава фланелка с номер 10, а преди това е носел номер 18. Вкарва първия си гол на първенството в победното 4:1 срещу Русия. Испания печели всичките 3 мача в груповата фаза и среща Италия в четвъртфиналите. Мачът завършва 0:0, а Испания побеждава с дузпи. В полуфиналите Испания побеждава Русия с 3:0. Фабрегас е в стартовия състав на тима за финала срещу Германия, завършил 1:0 и в полза на Испания, което е първа титла за испанците от 1964 г., когато печелят Европейското първенство.
Фабрегас е избран от Дел Боске като част от отбора на Испания за Световното първенство в Южна Африка през 2010 г. Треньорът на Испания обаче предпочита Серхио Бускетс, Шаби Алонсо, Шави Ернандес и Андрес Иниеста пред Сеск и така той не стартира в нито един мач за Испания, а влиза в 4 като резерва. На финала Фабрегас отново влиза като резерва и пропуска изгодно положение да отбележи гол, останал сам срещу вратаря на Холандия, но след това асистира на Иниеста за победното попадение, което донася световната титла за испанците.

## Статистика

### Клубна кариера
Информацията е актуална към 16 февруари 2018 г.
| Клуб              | Сезон             | Първенство | Първенство | Купа1  | Купа1  | Европейски турнири2 | Европейски турнири2 | Други турнири3 | Други турнири3 | Общо   | Общо   |
| Клуб              | Сезон             | Мачове     | Голове     | Мачове | Голове | Мачове              | Голове              | Мачове         | Голове         | Мачове | Голове |
| ----------------- | ----------------- | ---------- | ---------- | ------ | ------ | ------------------- | ------------------- | -------------- | -------------- | ------ | ------ |
| Арсенал           | 2003 – 04         | 0          | 0          | 3      | 1      | 0                   | 0                   | 0              | 0              | 3      | 1      |
| Арсенал           | 2004 – 05         | 33         | 2          | 7      | 0      | 5                   | 1                   | 1              | 0              | 46     | 3      |
| Арсенал           | 2005 – 06         | 35         | 3          | 1      | 0      | 13                  | 1                   | 1              | 1              | 50     | 5      |
| Арсенал           | 2006 – 07         | 38         | 2          | 6      | 0      | 10                  | 2                   | 0              | 0              | 54     | 4      |
| Арсенал           | 2007 – 08         | 32         | 7          | 3      | 0      | 10                  | 6                   | 0              | 0              | 45     | 13     |
| Арсенал           | 2008 – 09         | 22         | 3          | 1      | 0      | 10                  | 0                   | 0              | 0              | 33     | 3      |
| Арсенал           | 2009 – 10         | 27         | 15         | 1      | 0      | 8                   | 4                   | 0              | 0              | 36     | 19     |
| Арсенал           | 2010 – 11         | 25         | 3          | 6      | 3      | 5                   | 3                   | 0              | 0              | 36     | 9      |
| Арсенал           | Общо              | 212        | 35         | 28     | 4      | 61                  | 17                  | 2              | 1              | 303    | 57     |
| Барселона         | 2011 – 12         | 28         | 9          | 7      | 3      | 9                   | 1                   | 3              | 2              | 47     | 15     |
| Барселона         | 2012 – 13         | 32         | 11         | 7      | 2      | 8                   | 1                   | 1              | 0              | 48     | 14     |
| Барселона         | 2013 – 14         | 36         | 8          | 8      | 4      | 9                   | 1                   | 2              | 0              | 55     | 13     |
| Барселона         | Общо              | 96         | 28         | 22     | 9      | 26                  | 3                   | 6              | 2              | 150    | 42     |
| Челси             | 2014 – 15         | 34         | 3          | 5      | 0      | 8                   | 2                   | 0              | 0              | 47     | 5      |
| Челси             | 2015 – 16         | 37         | 5          | 4      | 0      | 7                   | 1                   | 1              | 0              | 49     | 6      |
| Челси             | 2016 – 17         | 29         | 5          | 8      | 2      | 0                   | 0                   | 0              | 0              | 37     | 7      |
| Челси             | 2017 – 18         | 23         | 1          | 1      | 4      | 6                   | 1                   | 1              | 0              | 35     | 2      |
| Челси             | Общо              | 123        | 14         | 22     | 2      | 21                  | 4                   | 2              | 0              | 168    | 20     |
| Общо за кариерата | Общо за кариерата | 431        | 77         | 73     | 15     | 109                 | 25                  | 9              | 2              | 622    | 119    |

1Купите включват ФА Къп, Купа на лигата и Купа на Испания

2Европейските турнири включват Шампионска лига

3Други турнири включват Къмюнити Шийлд, Суперкупа на Испания, Суперкупа на Европа и Световно клубно първенство

### Национален отбор
Информацията е актуална към 27 юни 2016 г.
| Испания | Испания | Испания |
| Година  | Мачове  | Голове  |
| ------- | ------- | ------- |
| 2006    | 14      | 0       |
| 2007    | 8       | 0       |
| 2008    | 15      | 1       |
| 2009    | 10      | 4       |
| 2010    | 11      | 1       |
| 2011    | 4       | 2       |
| 2012    | 13      | 3       |
| 2013    | 11      | 2       |
| 2014    | 8       | 0       |
| 2015    | 7       | 1       |
| 2016    | 9       | 1       |
| Общо    | 110     | 15      |

### Голове с Националния отбор
Информацията е актуална към 4 септември 2011
| #  | Дата             | Стадион                                             | Опонент       | Резултат | Краен резултат | Турнир                             |
| -- | ---------------- | --------------------------------------------------- | ------------- | -------- | -------------- | ---------------------------------- |
| 1. | 10 юни 2008      | Тиволи Неу, Инсбрук, Австрия                        | Русия         | 4–1      | 4 – 1          | УЕФА Евро 2008                     |
| 2. | 14 юни 2009      | Кралският стадион Бафокенг, Рустенбург, Южна Африка | Нова Зеландия | 4–0      | 5 – 0          | 2009 ФИФА Купа на конфедерациите   |
| 3. | 9 септември 2009 | Естадио Романо, Мерида, Испания                     | Естония       | 1–0      | 3 – 0          | 2010 ФИФА Квалификации за световно |
| 4. | 10 октомври 2009 | Ханрапетакан, Йереван, Армения                      | Армения       | 1–0      | 2 – 1          | 2010 ФИФА Квалификации за световно |
| 5. | 18 ноември 2009  | Ернст Хапел, Виена, Австрия                         | Австрия       | 1–1      | 5 – 1          | Приятелски мач                     |
| 6. | 8 юни 2010       | Нуева Кондомина, Мурсия, Испания                    | Полша         | 4–0      | 6 – 0          | Приятелски мач                     |
| 7. | 2 септември 2011 | АФГ Арена, Ст. Гален, Швейцария                     | Чили          | 2–2      | 3 – 2          | Приятелски мач                     |
| 8. | 2 септември 2011 | АФГ Арена, Ст. Гален, Швейцария                     | Чили          | 3–2      | 3 – 2          | Приятелски мач                     |

## Успехи

### Арсенал
- ФА Къп – 1 (2005)
- Къмюнити Шийлд – 1 (2004)

### Барселона
- Суперкупа на Европа – 1 (2011)
- Световно клубно първенство – 1 (2011)
- Примера Дивисион – 1 (2013)
- Купа на Kраля – 1 (2012)
- Суперкупа на Испания – 2 (2011, 2013)

### Испания
- Световно първенство – 1 (2010)
- Европейско първенство – 2 (2008, 2012)

### Индивидуални
- ФИФА U17 Световно първенство Златна Обувка: 2003 г.
- ФИФА U17 Световно първенство Златна Топка: 2003 г.
- УЕФА U17 Европейско първенство Златен Играч: 2004 г.
- УЕФА Отбор на годината: 2008 г., 2008 г.
- УЕФА Играч на Турнира: 2008 г.
- ПФА Млад играч на годината: 2007-08 г.
- ПФА Отбор на годината: 2007-08 г., 2009-2010 г.
- Премиершип Играч на месеца: януари 2007 г., септември 2007 г.
- ЕСМ Отбор на годината: 2007-08 г., 2009-10 г.
- Награда Браво за най-добър европейски играч под 21 години: 2006 г.

## Проекти
На 19 май 2008 започва собствено шоу на Фабрегас, което се излъчва по Скай Спортс. „Шоуто на Сеск Фабрегас: Найк на живо“ бива спонсорирано от Найк, като в него в поредица от скечове участват тогавашни съотборници на Фабрегас като Филип Сендерос, Никлас Бендтнер, също така Арсен Венгер, родителите на Сеск и Мат Лукас.
Фабрегас също участва в кампанията срещу расизма „Покажи червен картон на расизма“.